# Pseudabbreviata
Pseudabbreviata ist eine Gattung der Rollschwänze mit vier Arten. Sie sind Parasiten bei Reptilien.

## Merkmale
Pseudabbreviata hat eine gut entwickelte Mundkapsel. Die Amphiden sitzen seitlich der Pseudolippen.

## Systematik
Hodda (2022) ordnet die Gattung in die Tribus Physalopterini, Untertribus Physalopterinii ein. Die Gattung enthält folgende Arten:
- Pseudabbreviata amaniensis Sandground, 1928
- Pseudabbreviata markovi (Annaev, 1972)
- Pseudabbreviata pallaryi (Seurat, 1917)
- Pseudabbreviata yambarensis Hasegawa & Otsuru, 1984